# Real Live
Real Live è un album live che documenta il tour europeo di Bob Dylan del 1984, pubblicato alla fine di quello stesso anno dalla Columbia Records. La maggior parte del disco è stata registrata al Wembley Stadium il 7 luglio, ma License to Kill e Tombstone Blues provengono dal concerto del St James' Park di Newcastle del 5 luglio, e I and I e Girl from the North Country sono state registrate a Slane Castle in Irlanda l'8 luglio.
Prodotto da Glyn Johns, ospita Mick Taylor (ex Rolling Stones) alla chitarra, Ian McLagan (ex Faces) alle tastiere, e un'apparizione diCarlos Santana.  Le performance di Real Live furono registrate come supporto al suo album di successo Infidels.  Ma, mentre Infidels fu salutato come un "ritorno alla forma musicale" (come descritto da Kurt Loder in Rolling Stone Magazine), la risposta dei critici a Real Live è stata generalmente variabile.
Pubblicato in dicembre per capitalizzare la stagione di acquisti natalizia, Real Live è ancora oggi venduto in numero insoddisfacente, raggiungendo la posizione numero 115 negli Stati Uniti e la numero 54 nel Regno Unito.

## Critiche
Nella sua critica per Rolling Stone, Loder scrisse: "Nonostante i cinici possano ritenere che lo stile di canto caratteristico di Dylan stia virando a questo punto verso l'auto-parodia, la sua voce è nonostante tutto vivace. La band che ha assemblato per il tour generalmente lo segue bene, se è senza ispirazione... i Dylanologi apprezzeranno il testo pesantemente rivisto in terza persona di Tangled Up in Blue (nonostante non vi ritrovino l'intimità dell'originale), e alcuni fan potranno godersi un po' del riff ritmato di I Believe to My Soul di Ray Charles– che si ritrova in Ballad of a Thin Man. Ma Highway 61 Revisited e Tombstone Blues risentono degli arrangiamenti senza forma, e la band semplicemente non riesce a replicare il groove reggae di I and I... Se l'approccio rag-and-roll [di Dylan] al rock è datato, è essenzialmente un problema cosmetico. Uno continua a sperare che un giorno lui assembli una band a tempo pieno in cui creda davvero... una band che gli consenta di riaffermare la sua brillantezza nel moderno mercato del rock".

## Tracce
Tutte le canzoni sono di Bob Dylan.
1. Highway 61 Revisited – 5:07
2. Maggie's Farm – 4:54
3. I and I – 6:00
4. License to Kill – 3:26
5. It Ain't Me Babe – 5:17
6. Tangled Up in Blue – 6:54
7. Masters of War – 6:35
8. Ballad of a Thin Man – 3:05
9. Girl from the North Country – 4:25
10. Tombstone Blues – 4:32

## Formazione
- Colin Allen – batteria
- Bob Dylan – chitarra, armonica, tastiere, voce
- Glyn Johns – produttore
- Ian McLagan – tastiere
- Carlos Santana – chitarra in "Tombstone Blues"
- Greg Sutton – basso
- Mick Taylor – chitarra